# Siegfried von Wimpffen

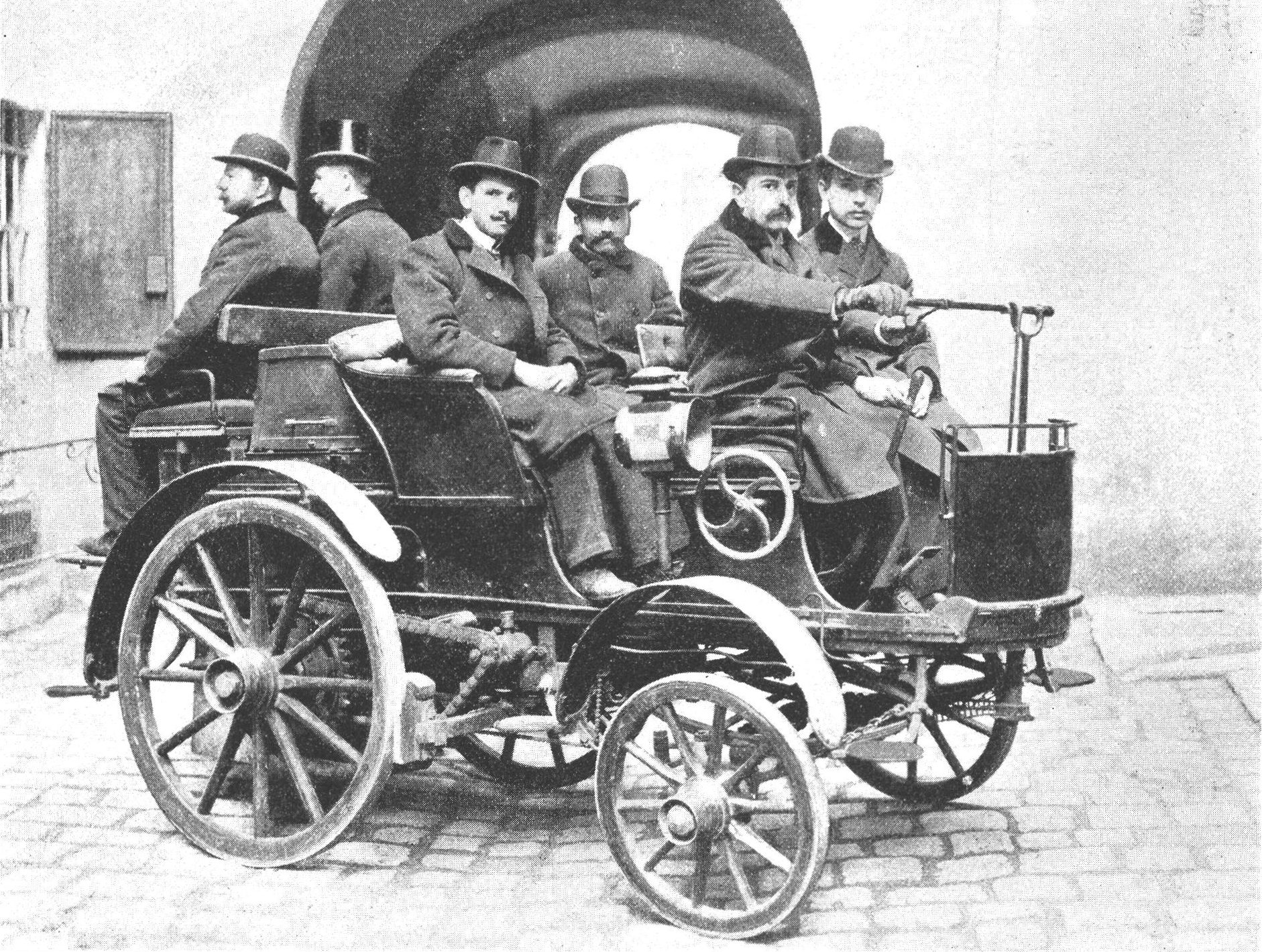
Siegfried von Wimpffen an der Lenkung seines Serpollet 1892

Graf Siegfried von Wimpffen (* 6. September 1865 in Wien; † 26. November 1929 in Ercsi, Ungarn) war ein österreichisch-ungarischer Adliger und Automobilist. Er erhielt 1892 als erster Automobilist in Österreich eine Genehmigung zur Fahrerlaubnis.

## Familie
Wimpffen war der Sohn von Graf Viktor von Wimpffen und Anastasia Sina von Hodos und somit väterlicherseits ein Urenkel des bedeutenden jüdischen Bankiers Bernhard von Eskeles, mütterlicherseits ein Erbe des griechisch-österreichischen Großbankiers Simon Baron Sina. Am 11. Juni 1892 ehelichte er Franziska Gräfin Stockau. Franziskas Vater Georg entstammte einer morganatischen Linie des Hauses Thurn und Taxis, ihre Mutter Eveline Baltazzi war die Schwester von Helene Vetsera. Siegfried von Wimpffen hatte neun Kinder; sein Sohn Simon verstarb 1918, im Ersten Weltkrieg, bei einem Einsatz an der italienischen Front.

## Schaffen und Werken
1892 importierte Wimpffen gemeinsam mit Hans Graf Wilczek junior (wie Wimpffen ein Mitglied des exklusiven Wiener Jockeyclubs) ein fast zwei Tonnen schweres Dampf-Automobil der französischen Firma Serpollet nach Wien.  Dieses Automobil wurde mit Koks befeuert. Damit genügend Dampf produziert wurde, musste vom Beifahrer ständig „nachgelegt“ werden. Die Räder waren eisenbeschlagen und erzeugten einen enormen Lärm. Wimpffen und Wilczek erregten mit ihrem ungewöhnlichen Gefährt daher großes Aufsehen. Wimpffen ersuchte die Behörde um eine Genehmigung zum Betrieb des Automobils innerhalb des Wiener Straßennetzes.  Diese sagte nicht nein, verlangte allerdings eine Fahrprüfung. Wimpffen drehte einige Proberunden im Hof seines Palais – die öffentlichen Straßen durfte er ja noch nicht benutzen –, trat danach zum Examen an und erwarb nach einer ereignisreichen Ausfahrt den Führerschein:
„Der Rector der Technischen Hochschule, ein Beamter des Magistrats und einer der Polizei bildeten die Prüfungscommission. Die Herren nahmen in dem Wagen Platz und ahnten ebensowenig wie ich die Gefahren, denen wir entgegensteuerten. Ich war etwa tausend Schritte weit gefahren und näherte mich der nassen, steil bergab gehenden Rothenthurmstraße, als der Wagen ohne meine Absicht auf seine höchste Schnelligkeit kam. Das Tempo machte mir Angst und Bange. Ich zog die Bremsen an, und zu meiner Verblüffung drehte sich der Wagen im Kreise. [...] Nach ungefähr einer halben Stunde hatten meine Passagiere genug; sie verzichteten auf die Retourfahrt und zogen die Pferdebahn vor, nachdem sie mir vorher das Zeugnis Nr. 1 als geprüfter Automobilist gegeben hatten.“
Dreißig Jahre später besaß er neben einem Rolls-Royce etliche Daimlers. Als Technik-Begeisterter engagierte sich Wimpffen überdies im Österreichischen Automobil-Club: Er war ab 1898 lebenslängliches Mitglied der Institution und auch in ihrem Vorstand vertreten.
1914 wird Siegfried von Wimpffen erstmals als erbliches Mitglied des ungarischen Magnatenhauses im Hof- und Staatshandbuch der Österreichisch-Ungarischen Monarchie erwähnt. Er hatte die ungarische Staatsbürgerschaft angenommen und verfügte zum Zeitpunkt des Aufnahmeantrags in das Magnatenhaus 1902 über einen ungarischen Grundbesitz von 37.000 Joch. Die Ercsier Zuckerfabrik in Ungarn wurde als die erste moderne Industrieansiedlung der Gegend von ihm 1912 gegründet. Neben zahlreichen Besitztümern in Italien, Ungarn, Rumänien und Jugoslawien besaß er u. a. auch das Wiener Palais Sina. Die Besitztümer der Familie in Ungarn, Rumänien und Jugoslawien wurden nach dem Zweiten Weltkrieg verstaatlicht, die Ercsier Zuckerfabrik 1998 geschlossen.
Wimpffen ließ in Ungarn zahlreiche Kirchen, Kapellen, Wegeskreuze, Schlösser, Schulen und Kindergärten errichten. Er verstarb 1929 auf seinem ungarischen Gut in Ercsi und wurde dort in der Familiengruft bestattet.